# Moechotypa diphysis
Moechotypa diphysis är en skalbaggsart som först beskrevs av Francis Polkinghorne Pascoe 1871.  Moechotypa diphysis ingår i släktet Moechotypa och familjen långhorningar. Inga underarter finns listade i Catalogue of Life.